# Норов Роман Іванович
Роман Іванович Норов (нар. 1898, Миколаїв, Російська імперія — пом. 1942, Миколаїв, СРСР) — радянський футболіст, воротар. Чемпіон СРСР 1924 року в складі збірної Харкова. Учасник Громадянської і Німецько-радянської війн.

## Кар'єра гравця
У футбол розпочав грати в 1913 році в миколаївських командах, однією з яких був «Уніон». У дев'ятнадцять років вже захищав ворота збірної міста. У 1922 році в складі збірної грав у півфіналі чемпіонату України проти харківської команди «Штурм» (0:4). У наступному році Норов переїхав для навчання в Харків, де грав уже за «Штурм».
У 1924 році в складі збірної команди міста Харкова став чемпіоном СРСР. Грав у фінальному матчі проти збірної Ленінграду. У 1923-1924 роках залучався до неофіційних матчів збірної СРСР. 1925 році виїжджав на матчі в Туреччину. Захищав ворота збірної України в матчах з командами Москви і РРФСР на Всесоюзній спартакіаді 1928 року.
Завершивши футбольну кар'єру, Норов освоїв професію гравірувальника. Довгий час працював на одному з підприємств Харкова, грав у заводській команді.

## Смерть
Під час Радянсько-німецької війни був направлений до рідного Миколаєва для підпільної роботи. Розстріляний в 1942 році.

## Досягнення
- Чемпіонат СРСР
  -  Чемпіон (1): 1924
- Чемпіонат УСРР- чемпіон(4) : 1923, 1924, 1927, 1928.
- Другий призер Всесоюзної спартакіади : 1928.
- Володар кубка ПСТ Динамо ( УСРР) : 1929.